# 佐藤詩子
佐藤 詩子（さとう うたこ、1987年12月10日 - ）は、長崎県出身の女優。元所属事務所はオスカープロモーション。東京女子大学出身。

## 来歴
- 2002年、「第8回全日本国民的美少女コンテスト」に出場し、ファイナリスト21名の中に入ったのが現事務所入りのきっかけ。
- 2006年からモデルとして本格的に活動を開始。
- 2010年4月、テレビ朝日系ドラマ『同窓会〜ラブ・アゲイン症候群』（島田珠恵役）で女優デビュー。本作出演に際し、現代女子学生の言葉遣いと地元・長崎の方言を勉強したという[1]。

## 人物
- 特技は日本舞踊、ヒップホップダンス、サックス。

## 出演

### テレビドラマ
- 同窓会〜ラブ・アゲイン症候群（2010年、テレビ朝日） - 島田珠恵 役
- Dr.門倉周平の事件カルテ（2012年、テレビ東京） - 藤木歌子 役
- おとり捜査官・北見志穂第17作 右手を挙げた美女連続殺人（2013年、テレビ朝日）
- 再捜査刑事・片岡悠介第9作（2016年、テレビ朝日） - 落合久瑠実 役
- グッドパートナー 無敵の弁護士（2016年） - キンドル陽子 役

### 舞台
- 菊次郎とさき（2012年） - 北野久美子 役